# Generación Einstein
Generación Einstein: Más listos, más rápidos y más sociables es el título de un libro de Jeroen Boschma e Inez Groen publicado en 2006 que introduce un nuevo nombre para la generación nacida después de 1985 y criada en la sociedad de la información digital. Esta generación es conocida generación Y por algunos y generación Z por otros. En 2006, el libro ganó el Premio de Literatura PIM Marketing. Su contenido es el resultado de un estudio realizado durante diez años con jóvenes nacidos a partir de 1988.
Esta generación es la primera desde la Segunda Guerra Mundial que se identifica por características positivas: sociabilidad, cooperación, inteligencia, implicación, entre otras. Algunos acontecimientos históricos importantes marcan profundamente a aquellos que viven los años que terminarán de forjar su identidad: los adolescentes. Fue así como la generación Silenciosa quedó moldeada por la Segunda Guerra Mundial, la generación del baby boom por los acontecimientos sociales de los años 60, y la generacíon X por la crisis económica de los 80.
Los valores de esta generación serían autenticidad, respeto, desarrollo personal y honor. La generación posterior a 1985 creció en la sociedad de la información y procesaría esta de una manera que se asemejaría al pensamiento creativo y supuestamente multidisciplinario de Albert Einstein en lugar del pensamiento racional, lógico y lineal de Isaac Newton, según los autores Jeroen Boschma e Inez Groen. Mientras que un adulto medio a menudo habla de mimado, materialista y superficial cuando se trata de los jóvenes, Boschma y Groen pintan una imagen extremadamente fuerte y optimista del joven: más inteligente, más rápido y más social.
En el ámbito educativo, los colegios tienen que vérselas con problemas de motivación y problemas de orden cada vez más graves. Jeroen Boschma e Inez Groen citan la teoría de Alex Van Emst descrita en su libro Koop een auto op de sloop: paradigmashift in het onderwijs, como una solución a tomar por todos los tipos de alumnos de todos los niveles. Sería necesaria una nueva forma de enseñanza: la nueva educación Van Emst; según su teoría, el profesor debe encontrar un nuevo papel, el de preparador, en el que los contenidos de la materia no constituyan el punto central. 